# Paragnorimus linea
Paragnorimus linea är en skalbaggsart som beskrevs av Hermann Burmeister 1841. Paragnorimus linea ingår i släktet Paragnorimus och familjen Cetoniidae. Inga underarter finns listade i Catalogue of Life.